# Phytalmia mouldsi
Phytalmia mouldsi – gatunek muchówki z rodziny nasionnicowatych (Tephritidae). Nazwany na cześć australijskiego entomologa Maxwella Mouldsa.

## Opis
Ubarwienie ciała szare lub ciemnoszare. Skrzydła przezroczyste, przyciemnione na przednich krawędziach. Przezmianki białe. Bardzo wyraźny dymorfizm płciowy. Policzki samców przekształcone są w przypominające rogi długie, wiosłowate wyrostki o różowoczarnym ubarwieniu. W przypadku samic taka cecha jest zupełnie nieobecna. Ponadto tylne odnóża samców są dłuższe niż u samic, a uda pierwszej pary wyposażone są w rząd kolców służących do przytrzymywania samicy w trakcie kopulacji. Odwłok samic zwęża się ku końcowi, a pokładełko jest dobrze widoczne. U obu płci czerwone oczy rozdzielone szerokim czołem. Głowa w okolicach policzków i oczu jasna, natomiast u jej podstawy oraz pośrodku czoła obecna barwa szara. Nadustek różowy.

## Biologia
Występuje na terenie pokrytym tropikalnym wilgotnym lasem nizinnym. Imagines obserwowane na opadłych pniach i gałęziach drzew meliowatych z gatunku Didymocheton gaudichaudianus. To tam dochodzi do rozrodu. Przedtem jednak samiec szuka odpowiedniego miejsca do złożenia jaj. Miejsce to jest później przezeń strzeżone w oczekiwaniu na przybycie zainteresowanej samicy. To wtedy często dochodzi do sprzeczek między samcami, w trakcie których wykorzystywane są charakterystyczne wyrostki na policzkach. Do walk dochodzi głównie między osobnikami o podobnej wielkości; samce o mniejszych rozmiarach unikają konfrontacji z tymi większymi, odlatując w ucieczce. Przed pojedynkiem samce zbliżają się do siebie stopniowo, robiąc krótkie pauzy między przebytymi odcinkami. Kiedy odległość między nimi jest wystarczająco mała, muchówki prą na siebie, zderzając się swoimi „porożami”. Rozpoczyna się wtedy przepychanka, przypominająca rywalizacje byków jeleniowatych w okresie godowym. W trakcie walk samce często unoszą się na swoich długich środkowych i tylnych odnóżach, a przednie podnoszą do góry w pozycji poziomej. Sprzeczka kończy się wygraną samca, który zdoła dalej przepchnąć rywala. Przegrany szybko odlatuje z pola walki. W taki sposób samce mogą zagarniać sobie terytoria osiągające nawet 40 cm wzdłuż pnia. Po przybyciu samicy samiec staje jej na drodze, unosząc swoje skrzydła w pozycji poziomej. Następnie dochodzi do kopulacji, w trakcie której samiec unieruchamia skrzydła samicy, przytrzymując je kolczastymi udami przednich odnóży. Po zakończeniu spółkowania samiec dalej pozostaje na samicy, towarzysząc jej w trakcie składania jaj. Również wtedy może dojść do konfrontacji między samcami. Samica składa jaja w szczelinach pnia. Przez jakiś czas samiec pozostaje w pobliżu tego miejsca, niejako go strzegąc. Zarówno samice, jak i samce podchodzą do rozrodu więcej niż jeden raz. Larwy rozwijają się wewnątrz konarów, żywiąc się drewnem.

## Występowanie
Gatunek stwierdzony wyłącznie na terenie Parku Narodowego Kutini-Payamu położonego na północnym zachodzie stanu Queensland w Australii.